# Broadway (Worcestershire)
Broadway ist eine Stadt in der Grafschaft Worcestershire (County) in der Region West Midlands in England und liegt im äußersten nordwestlichen Teil des Cotswolds. Sitz der Verwaltung ist Worcester.

## Geschichtliches
Funde aus der Steinzeit zeugen von früher Besiedlung. Auch Römer und Angelsachsen hinterließen ihre Spuren. Im 9. Jahrhundert wird der  Ort als Bradsetena Gamere (= Broad Village) erwähnt. Der heutige Name ist seit dem 16. Jahrhundert gebräuchlich. Um diese Zeit war der Ort eine wichtige Poststation an der Route Worcester nach London. Hier wurden die Pferde gewechselt, bevor die Straße den Fish Hill, den Hausberg Broadways, hinaufführte. Über 30 Gasthäuser und Herbergen versorgten die Reisenden.

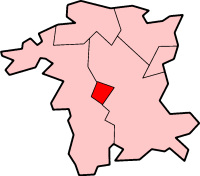
Lage in Worcestershire

Viele Gebäude in der High Street, erbaut aus einheimischen honigfarbenem Kalkstein, stammen aus dieser Periode und machen Broadway zu einer der typischen Städte des Cotswolds. Hervorzuheben ist hier das bekannte Lygon Arms Hotel, welches bereits 1532 genannt wird und unter anderem König Charles I. und Oliver Cromwell beherbergte. Mit dem Aufkommen der Eisenbahn erlebte der Ort eine Abwertung seiner Bedeutung.
Im späten 19. Jahrhundert wurde Broadway ein Ort für viktorianische Künstler. Die Schriftsteller J.M.Barrie und Henry James, die Komponisten Ralph Vaughan Williams und Edward Elgar und die Maler Edwin Austin Abbey und John Singer Sargent belebten den Ort wieder. Durch William Morris und Gordon Russell etablierten sich Design und Kunsthandwerk.
Im Jahr 2001 betrug die Einwohnerzahl ca. 2100.

## Tourismus
Heute ist Broadway, in Broschüren auch als Juwel des Cotswolds gerühmt, ein bekannter internationaler Touristenort. Durch dieses für die Region typische Dorf zieht sich eine breite, von viel Grün eingesäumte Hauptstraße, in deren honigfarbenen Häusern zahlreiche Galerien, Antiquitätenläden, Kunsthandwerker und heimische Gastronomie zu finden sind. In der Nähe des Ortes liegt der 1794 errichtete schlossähnliche Broadway Tower.